# 먼스메뚜기쥐
먼스메뚜기쥐 또는 치와와메뚜기쥐(Onychomys arenicola)는 비단털쥐과에 속하는 설치류의 일종이다. 미국 뉴멕시코주 남서부와 서부 텍사스, 멕시코의 북부-중부 지역에서 발견된다. 남부메뚜기쥐와 유사하지만, 핵형과 크기는 차이가 있다. 먼스메뚜기쥐는 두개골의 비강 길이를 제외하고는 모든 면에서 더 작다. 반건조 서식지와 대초원 그리고 관목 지대에서 발견된다. 곤충과 전갈을 포함한 무척추동물을 주로 먹는다. 작은 쥐상과 설치류와 주머니쥐류를 먹기도 한다.